# NGC 5799
NGC 5799 ist eine linsenförmige Galaxie vom Hubble-Typ S0-a im Sternbild Paradiesvogel am Südsternhimmel und ist schätzungsweise 131 Millionen Lichtjahre von der Milchstraße entfernt. 
Sie wurde am 4. April 1835 von John Herschel mit einem 18-Zoll-Spiegelteleskop entdeckt, der dabei „eF, S, R, bM, 15 arcseconds“ notierte.